# Gießen (ciudad)
Gießen o Giessen ([ˈɡiːsən]ⓘ) es una ciudad de Hesse, Alemania, a orillas del río Lahn, 70 km al norte de Fráncfort del Meno. Es capital del distrito y del Regierungsbezirk de nombre homónimo.
También es sede de la universidad Justus Liebig Universität con aproximadamente 22.000 estudiantes. Tiene una población de 74 000 personas y es conocida por los Gießen 46ers, un club deportivo de baloncesto.

## Historia
La historia de Gießen como ciudad comienza con la construcción por Wilhelm von Gleiberg de un castillo en 1152; sin embargo, la historia de la comunidad en el noreste empezó en el barrio de Wieseck en el año 775. La ciudad formó parte de Hesse-Marburgo en 1567, siendo incluida en el estado de Hesse-Darmstadt en 1604. La Justus Liebig Universität fue fundada en 1607. Gießen fue incluida en el Gran Ducado de Hesse, creado en 1806 durante las guerras napoleónicas. Después de la Primera Guerra Mundial, formó parte del Estado Popular de Hesse.
Durante la Segunda Guerra Mundial, los bombardeos aliados destruyeron aproximadamente el 75 % de la ciudad en 1944, incluyendo la mayor parte del casco antiguo. Tras la contienda, formó parte del estado federado de Hesse.
El 1 de enero de 1977, como parte de las reformas municipales de Hesse, Gießen fue unida con la vecina Wetzlar y otras catorce comunidades periféricas para formar la ciudad de Lahn. Esta ciudad libre tenía cerca de 156 000 habitantes. La fusión fue muy controvertida, siendo disuelta finalmente el 31 de julio de 1979.

## Geografía
Gießen es una ciudad ubicada en el centro de Alemania, en el estado federado de Hesse. Se encuentra aproximadamente a 50 kilómetros al norte de Fráncfort del Meno y forma parte de la región de Mittelhessen.
La ciudad está atravesada por el río Lahn, un afluente del Rin, y se encuentra rodeada de colinas y áreas boscosas. Gießen alberga la Justus-Liebig-Universität Gießen, una de las instituciones educativas de la región. 

#### Organización territorial
Gießen se divide en seis distritos principales (Stadtteile), que incluyen tanto la ciudad central como áreas suburbanas anexadas. Estos distritos son:
| Distrito     | Área         | Población (2022) |
| ------------ | ------------ | ---------------- |
| Gießen       | Centro       | 21.503           |
| Gießen       | Norte        | 10.496           |
| Gießen       | Este         | 19.219           |
| Gießen       | Sur          | 10.575           |
| Gießen       | Oeste        | 8.712            |
| Allendorf    | Allendorf    | 2.090            |
| Kleinlinden  | Kleinlinden  | 4.842            |
| Lützellinden | Lützellinden | 2.636            |
| Rödgen       | Rödgen       | 1.935            |
| Wieseck      | Wieseck      | 10.413           |
| Total        | Total        | 92.421           |

## Política

### Ayuntamiento
El Ayuntamiento de Gießen (en alemán, Rathaus Gießen) es el edificio gubernamental donde se encuentra la administración municipal de la ciudad de Gießen.
Sus funciones principales son:
Es la sede del gobierno local y el punto de gestión de los asuntos administrativos de la ciudad. Aquí trabajan el alcalde (Oberbürgermeister), el consejo municipal (Stadtverordnetenversammlung) y diversas oficinas públicas.
| Periodo   | Nombre              | Formación Política | Formación Política        |
| --------- | ------------------- | ------------------ | ------------------------- |
| 1979–1985 | Hans Görnert        |                    | Unión Demócrata Cristiana |
| 1985–2003 | Manfred Mutz        |                    | Partido Socialdemócrata   |
| 2003–2009 | Heinz-Peter Haumann |                    | Partido Socialdemócrata   |
| 2009–2021 | Dietlind Grabe-Bolz |                    | Partido Socialdemócrata   |
| 2021–Act. | Frank-Tilo Becher   |                    | Partido Socialdemócrata   |

| Formación Política                 | Formación Política                 | 2021 | 2021    | 2021     | 2016 | 2016    | 2016     | 2011 | 2011    | 2011     | 2006 | 2006    | 2006     | 2001 | 2001  | 2001     | 1997 | 1997  | 1997     |
| Formación Política                 | Formación Política                 | %    | Votos   | Miembros | %    | Votos   | Miembros | %    | Votos   | Miembros | %    | Votos   | Miembros | %    | Votos | Miembros | %    | Votos | Miembros |
|                                    | Alianza 90/Los Verdes              | 26,8 | 464400  | 16       | 14,8 | 228795  | 9        | 20,7 | 273506  | 12       | 12,8 | 143854  | 8        | 9,7  | 2319  | 6        | 12,5 | 4003  | 8        |
|                                    | Unión Demócrata Cristiana          | 20,5 | 355549  | 12       | 22,0 | 338372  | 13       | 26,5 | 351317  | 16       | 36,0 | 403453  | 21       | 38,6 | 9204  | 23       | 33,8 | 10802 | 21       |
|                                    | Partido Socialdemócrata            | 16,9 | 293099  | 10       | 28,0 | 431586  | 16       | 33,6 | 444047  | 20       | 33,2 | 372541  | 20       | 33,4 | 7962  | 20       | 34,8 | 11116 | 22       |
|                                    | La Izquierda                       | 7,7  | 133332  | 5        | 8,3  | 128456  | 5        | 2,3  | 29785   | 1        | 5,9  | 65888   | 4        | 3,8  | 910   | 2        | 1,7  | 549   | 0        |
|                                    | La Izquierda de Gießen             | 7,7  | 133332  | 5        | 8,3  | 128456  | 5        | 4,0  | 53072   | 2        |      |         |          |      |       |          |      |       |          |
|                                    | Dando Forma a Gießen Juntos        | 7,3  | 126702  | 4        |      |         |          |      |         |          |      |         |          |      |       |          |      |       |          |
|                                    | Partido Democrático Libre          | 5,6  | 97542   | 3        | 5,2  | 80141   | 3        | 3,6  | 47198   | 2        | 5,7  | 64041   | 3        | 5,5  | 1303  | 3        | 3,3  | 1070  | 0        |
|                                    | Alternativa para Alemania          | 5,5  | 95629   | 3        | 12,9 | 199265  | 8        |      |         |          |      |         |          |      |       |          |      |       |          |
|                                    | Votantes Libres                    | 4,5  | 77515   | 3        | 4,3  | 66943   | 3        | 4,6  | 61518   | 3        | 3,8  | 42969   | 2        | 7,4  | 1776  | 4        | 7,6  | 2430  | 5        |
|                                    | El Partido                         | 3,3  | 56605   | 2        |      |         |          |      |         |          |      |         |          |      |       |          |      |       |          |
|                                    | Volt                               | 1,8  | 31121   | 1        |      |         |          |      |         |          |      |         |          |      |       |          |      |       |          |
|                                    | Partido Pirata                     |      |         |          | 2,2  | 34223   | 1        | 2,8  | 37191   | 2        |      |         |          |      |       |          |      |       |          |
|                                    | Lista de Ciudadanos                |      |         |          | 2,2  | 33600   | 1        | 1,9  | 25753   | 1        | 2,4  | 27358   | 1        | 1,1  | 273   | 1        |      |       |          |
| Total                              | Total                              | 100  | 1731494 | 59       | 100  | 1541381 | 59       | 100  | 1323387 | 59       | 100  | 1120825 | 59       | 100  | 23859 | 59       | 100  | 31981 | 59       |
| Votantes Registrados/Participación | Votantes Registrados/Participación | 48,6 | 64242   | -        | 44,9 | 62275   | -        | 42,3 | 57302   | -        | 37,9 | 53632   | -        | 47,2 | 52484 | -        | 61,6 | 52840 | -        |

## Ilustres de Giessen
- Justus von Liebig (1803-1873)
- Fritz Heichelheim
- Demis Nikolaidis
- Wilhelm Liebknecht
- Friedrich Kellner (1885-1970)
- Wilhelm Conrad Röntgen
- Friedrich Christian Diez
- Stefan Bellof (1957-1985)

## Galería

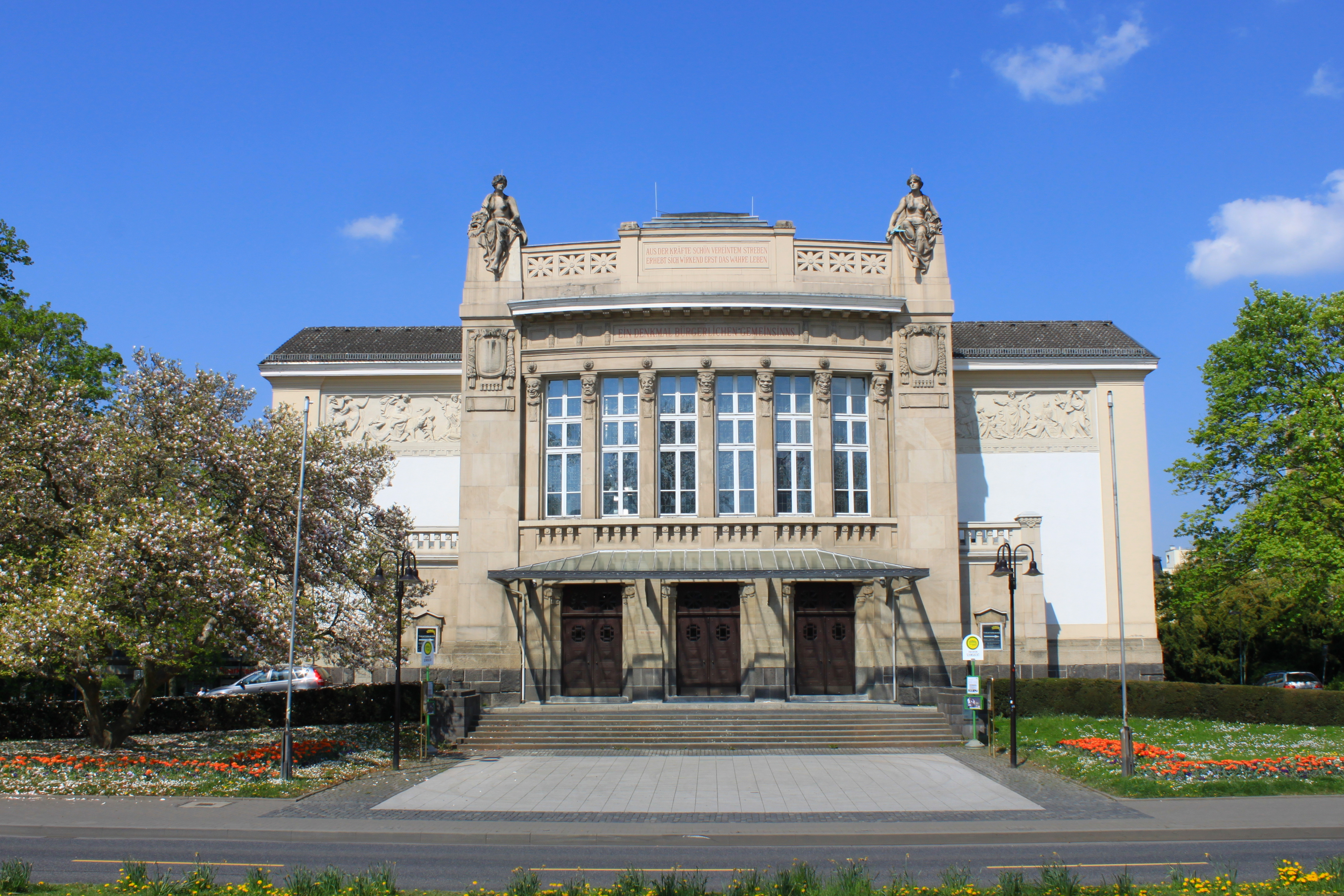
Teatro de Giessen
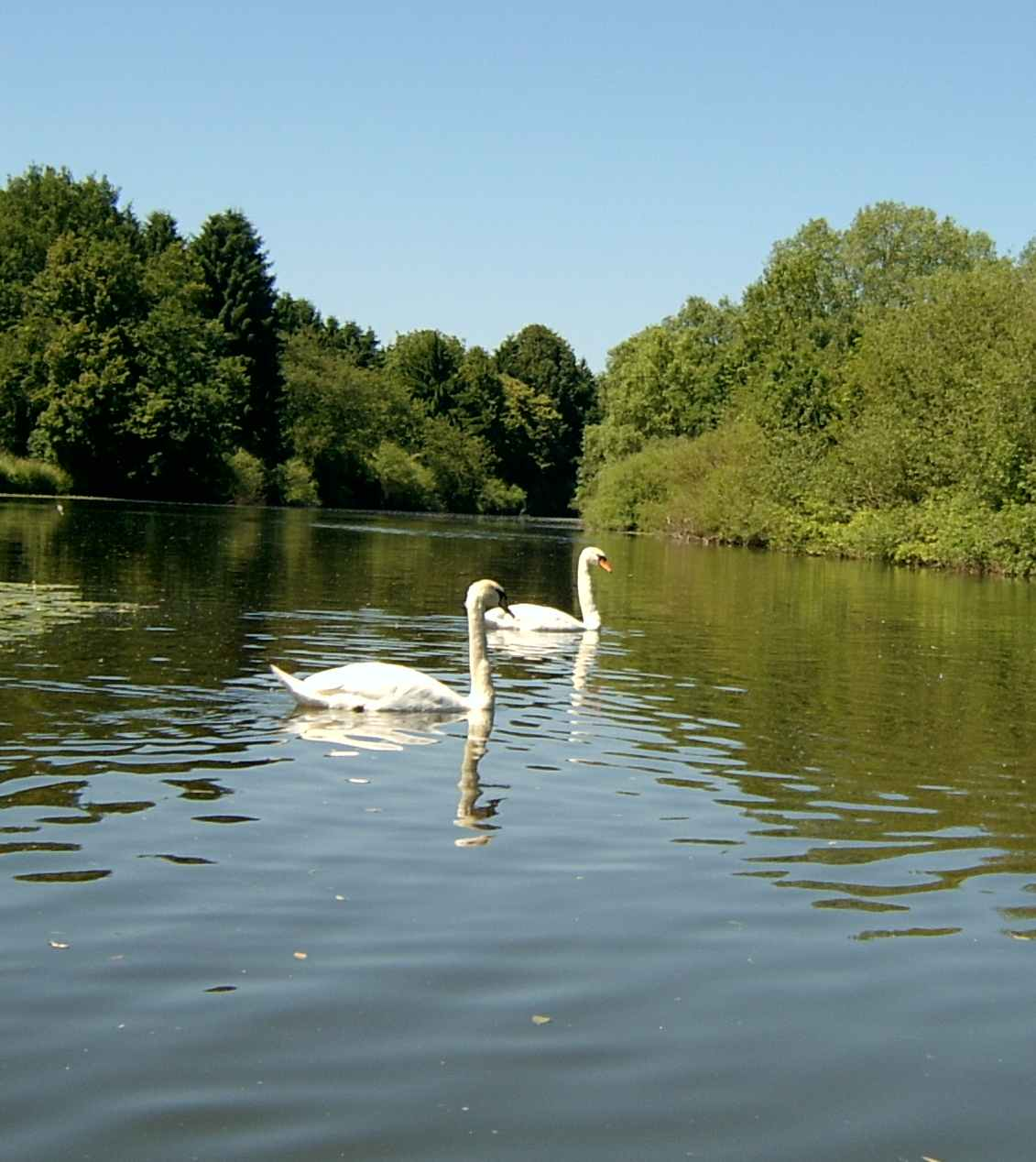
Vista del río Lahn
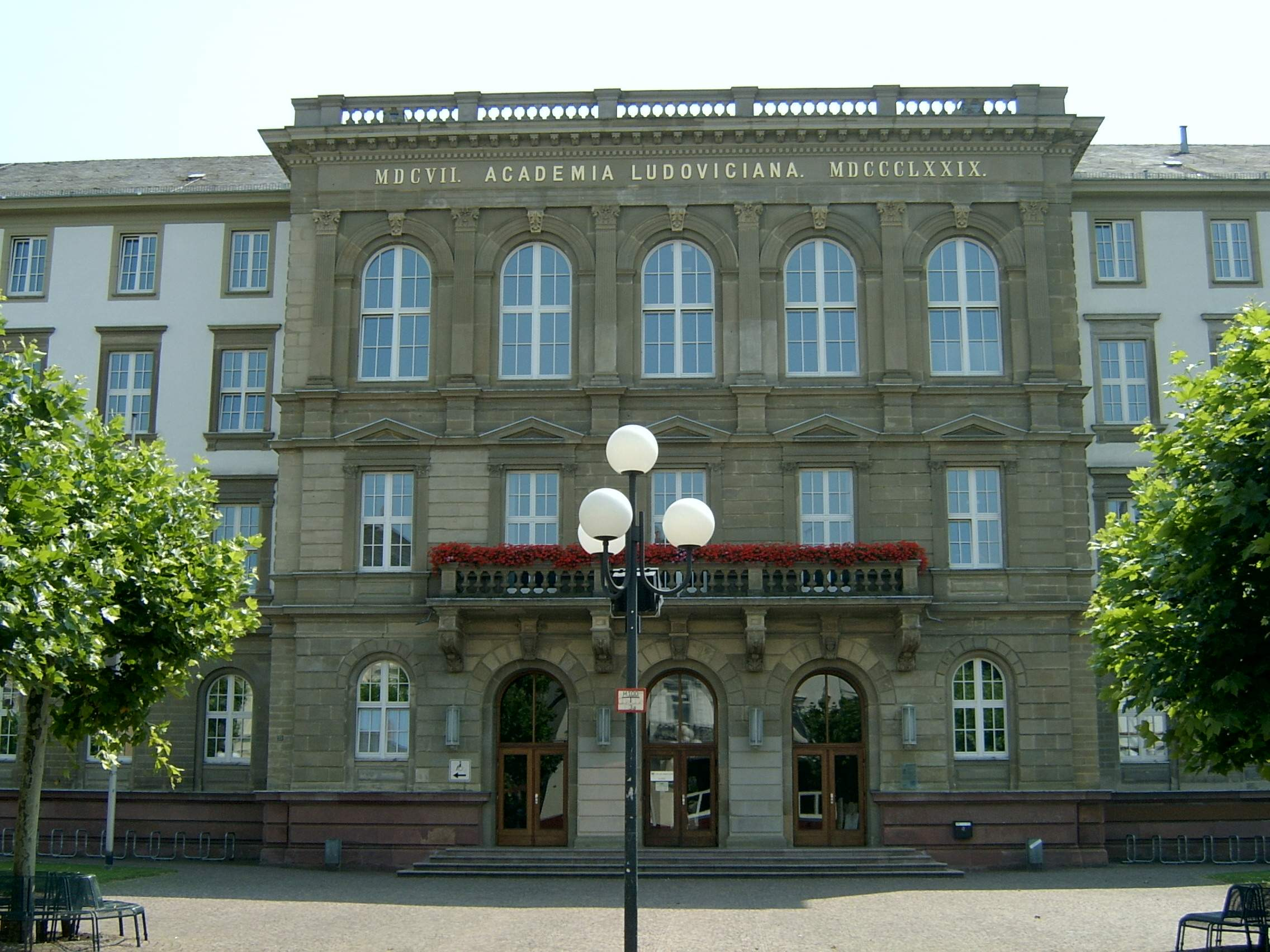
Universidad de Giessen
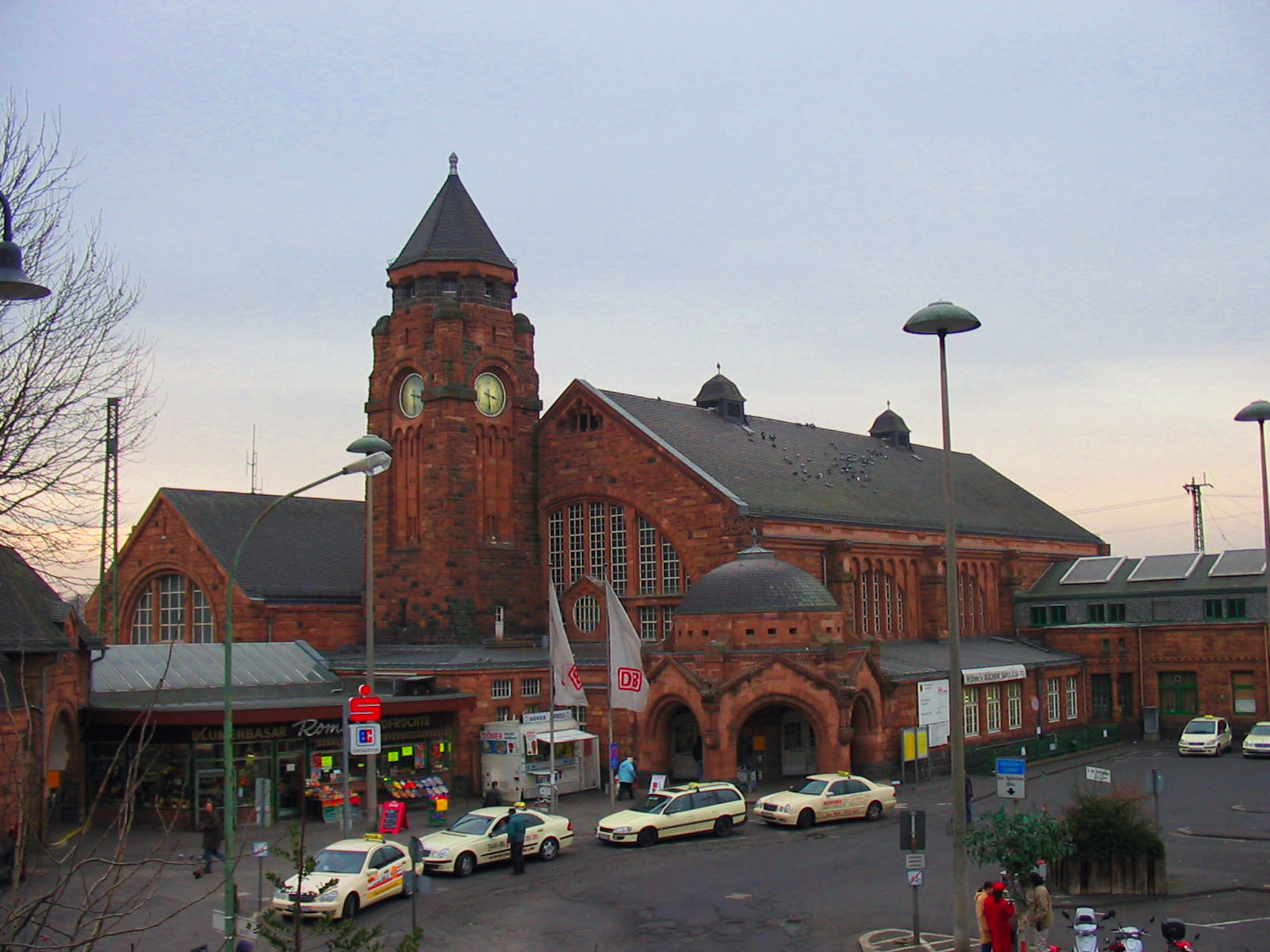
Estación de Trenes